# Francisco Correa de Arauxo

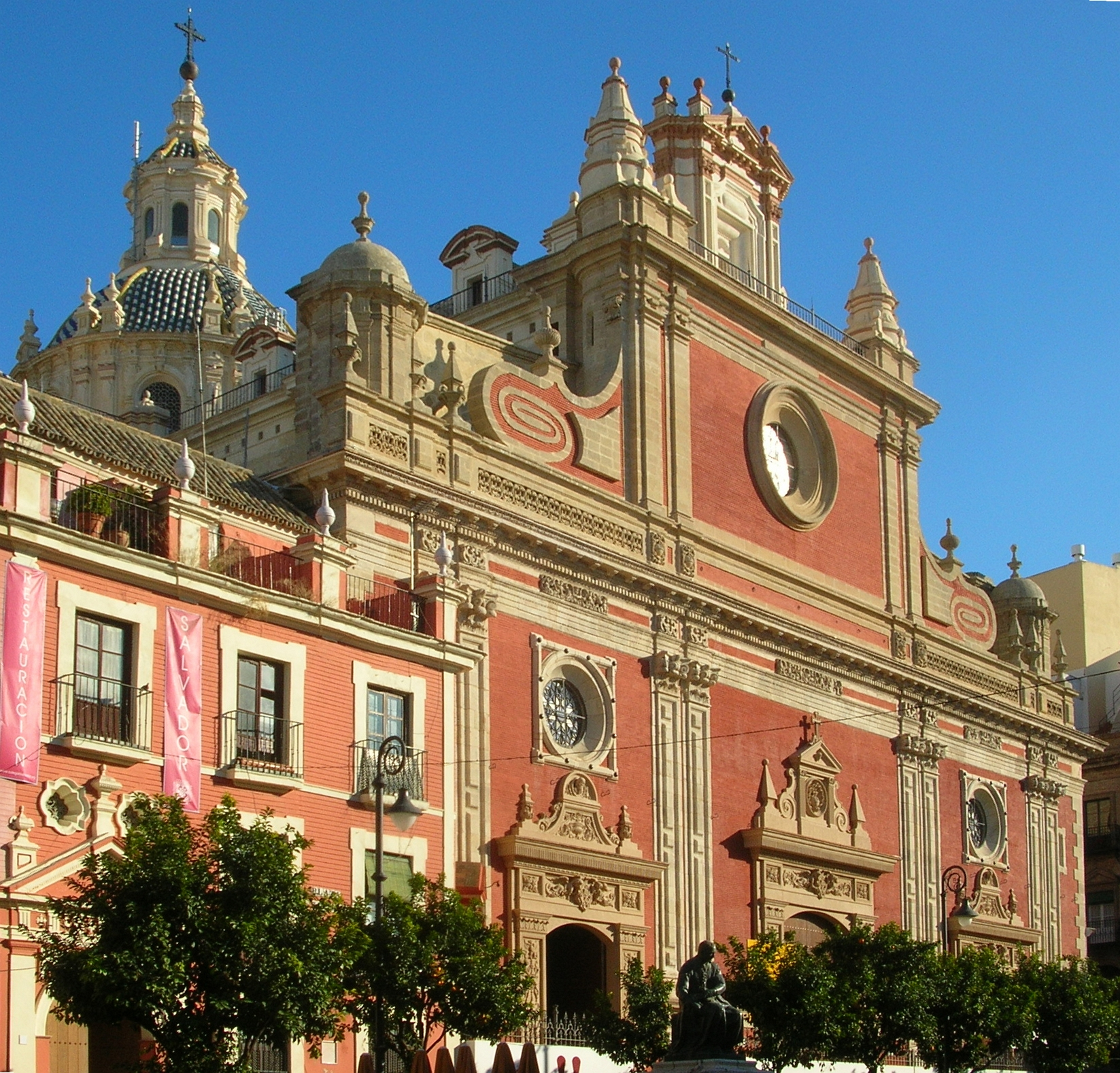
Església del Salvador de Sevilla on en fou organista Francisco Correa de Arauxo

Francisco Correa de Arauxo (Sevilla, batejat el 17 de setembre de 1584 - Segòvia, 31 d'octubre de 1654) va ser un destacat compositor organista i teòric musical andalús de l'època de transició entre el Renaixement i el Barroc.
Molts biògrafs l'han confós amb Francisco Arauxo i Arauxo, bisbe de Segòvia, però, segons Saldoni, es tracta de dos personatges diferents.
Fou organista de l'església del Salvador, de Sevilla, i va escriure una obra titulada Libro de tientos y discursos de música pràctica y teórica de organo, intitulado Facultad orgànica, con el cual, y con moderado estudio y perserverancia, cualquier mediano tañedor puede salir aventajado en ella (Alcalà. 1626), i el tractat Casos morales de la música, què, de creure en Fétis, es troba en la Biblioteca Nacional de Lisboa, junt amb algunes poesies de l'autor.
També deixà composicions per a orgue, algunes de les quals han estat publicades en el Museo orgánico español d'Eslava.